# Deutsche Nordische Skimeisterschaften 1995

Logo des Deutschen Skiverbands

Die Deutschen Nordischen Skimeisterschaften 1995 fanden vom 19. bis zum 22. Januar 1995 im baden-württembergischen Schonach statt. Der Spezialsprunglauf auf der Großschanze wurde in Titisee-Neustadt abgehalten, während der Wettkampf von der Normalschanze abgesagt werden musste.
Darüber hinaus wurden am 1. und 2. April 1995 weitere Wettbewerbe der Skilanglauf-Meisterschaften im thüringischen Suhl-Goldlauter ausgetragen.

## Medaillenspiegel
| Platz | Bundesland          | Gold | Silber | Bronze | Gesamt |
| ----- | ------------------- | ---- | ------ | ------ | ------ |
| 1.    | Bayern              | 7    | 5      | 5      | 17     |
| 2.    | Thüringen           | 3    | 2      | 5      | 10     |
| 3.    | Sachsen             | 2    | 2      | 0      | 04     |
| 4.    | Niedersachsen       | 1    | 0      | 0      | 01     |
| 5.    | Baden-Württemberg   | 0    | 2      | 2      | 04     |
| 6.    | Nordrhein-Westfalen | 0    | 1      | 1      | 02     |
| 7.    | Hessen              | 0    | 1      | 0      | 01     |

## Skilanglauf

### Frauen

#### 10 km Freistil
| Platz | Sportlerin     | Verein                   | Zeit (h)  |
| ----- | -------------- | ------------------------ | --------- |
| 01    | Sigrid Wille   | SV Maierhöfen-Grünenbach | 0:26:20,3 |
| 02    | Anke Schulze   | SC Willingen             | 0:27:01,5 |
| 03    | Constanze Blum | SC Motor Zella-Mehlis    | 0:27:09,4 |
| 04    | Kati Wilhelm   | SC Steinbach-Hallenberg  | 0:27:21,5 |
| 05    | Ina Kümmel     | SV Oberwiesenthal        | 0:27:25,3 |

Datum: Januar 1995

#### 15 km klassisch
| Platz | Sportlerin     | Verein                   | Zeit (h)  |
| ----- | -------------- | ------------------------ | --------- |
| 01    | Ina Kümmel     | SV Oberwiesenthal        | 0:43:44,5 |
| 02    | Sigrid Wille   | SV Maierhöfen-Grünenbach | 0:44:52,5 |
| 03    | Manuela Henkel | WSV Oberhof 05           | 0:45:25,8 |
| 04    | Constanze Blum | SC Motor Zella-Mehlis    | 0:45:29,0 |
| 05    | Kati Wilhelm   | SC Steinbach-Hallenberg  | 0:46:04,2 |

Datum: Donnerstag, 19. Januar 1995

#### 30 km klassisch Massenstart
| Platz | Sportlerin     | Verein                   | Zeit (h)  |
| ----- | -------------- | ------------------------ | --------- |
| 01    | Sigrid Wille   | SV Maierhöfen-Grünenbach | 1:45:41,1 |
| 02    | Manuela Henkel | WSV Oberhof 05           | 1:47:28,2 |
| 03    | Britta Wienand | SC Siedlinghausen        | 1:47:54,5 |
| 04    | Corinna May    | WSV Oberhof 05           | 1:48:19,1 |
| 05    | Constanze Blum | SC Motor Zella-Mehlis    | 1:49:35,2 |

Datum: Sonntag, 2. April 1995

#### 3 × 5 km Vereinsstaffel
| Platz | Verband                 | Sportlerinnen                            | Zeit (h)  |
| ----- | ----------------------- | ---------------------------------------- | --------- |
| 01    | WSV Oberhof 05          | Manuela Henkel Andrea Henkel Corinna May | 0:46:40,8 |
| 02    | Oberwiesenthaler SV I   | Viola Bauer Claudia Künzel Sandy Jüchert | 0:47:26,6 |
| 03    | SC Steinbach-Hallenberg | Kati Wilhelm Silke König Antje König     | 0:48:23,5 |
| 04    | SC Willingen            |                                          | 0:49:24,8 |
| 05    | Oberwiesenthaler SV II  |                                          | 0:50:14,4 |

Datum: Samstag, 1. April 1995
Stil: eine Strecke klassische Technik, zwei Strecken freie Technik

#### 4 × 5 km Verbandsstaffel
| Platz | Verband                     | Sportlerinnen                                              | Zeit (h)  |
| ----- | --------------------------- | ---------------------------------------------------------- | --------- |
| 01    | Thüringen I (TSV)           | Manuela Henkel Kati Wilhelm Corinna May Constanze Blum     | 1:04:54,1 |
| 02    | Nordrhein-Westfalen I (WSV) | Cornelia Roth Steffi Völkel Britta Wienand Claudia Bonsack | 1:07:03,6 |
| 03    | Bayern I (BSV)              | Lena Erhard Lang Sonja Schenk Sigrid Wille                 | 1:07:46,3 |
| 04    | Baden-Württemberg I (SBW)   | Paddy Zähringer Anette Ammann Schlund Beatrix Beckert      | 1:10:23,7 |
| 05    | Baden-Württemberg II (SBW)  | Pia Hanßke Andrea Kaiser Gaspar B. Neurer-Höfle            | 1:14:13,1 |

Datum: Januar 1995

### Männer

#### 15 km Freistil
| Platz | Sportler              | Verein                    | Zeit (h)  |
| ----- | --------------------- | ------------------------- | --------- |
| 01    | Andreas Schlütter     | WSV Oberweißenbrunn       | 0:34:52,1 |
| 02    | Johann Mühlegg        | SC Monte Kaolino Hirschau | 0:35:19,2 |
| 03    | Peter Schlickenrieder | SC Schliersee             | 0:36:23,0 |

Datum: Januar 1995

#### 30 km klassisch
| Platz | Sportler              | Verein                    | Zeit (h)  |
| ----- | --------------------- | ------------------------- | --------- |
| 01    | Torald Rein           | SC Altenau                | 1:18:14,2 |
| 02    | Andreas Schlütter     | WSV Oberweißenbrunn       | 1:18:51,8 |
| 03    | Peter Schlickenrieder | SC Schliersee             | 1:18:54,4 |
| 04    | Uwe Bellmann          | SC Monte Kaolino Hirschau | 1:19:23,0 |
| 05    | Sebastian Kleiner     | SC Motor Zella-Mehlis     | 1:19:47,0 |

Datum: Donnerstag, 19. Januar 1995

#### 50 km klassisch Massenstart
| Platz | Sportler          | Verein                    | Zeit (h)  |
| ----- | ----------------- | ------------------------- | --------- |
| 01    | Johann Mühlegg    | SC Monte Kaolino Hirschau | 2:35:00,3 |
| 02    | Andreas Schlütter | WSV Oberweißenbrunn       | 2:36:10,7 |
| 03    | Sebastian Kleiner | SC Motor Zella-Mehlis     | 2:39:04,8 |
| 04    | Janko Neuber      | Oberwiesenthaler SV       | 2:39:33,8 |
| 05    | Wolf Wallendorf   | SC Monte Kaolino Hirschau | 2:39:47,0 |

Datum: Sonntag, 2. April 1995

#### 4 × 10 km Vereinsstaffel
| Platz | Verein                | Sportler                                                    | Zeit (h)  |
| ----- | --------------------- | ----------------------------------------------------------- | --------- |
| 01    | SCMK Hirschau         | Jochen Behle Uwe Bellmann Kazimierz Urbaniak Johann Mühlegg | 1:53:28,9 |
| 02    | WSV Oberweißenbrunn   | Schrenk Marc Jeschke René Sommerfeldt Andreas Schlütter     | 1:56:24,0 |
| 03    | WSV Oberhof 05        | Thorsten Schreier Steffen Pollack Luck Schmidt              | 1:57:53,5 |
| 04    | Oberwiesenthaler SV I |                                                             | 1:58:03,5 |
| 05    | SSV Altenberg         |                                                             | 1:59:47,5 |

Datum: Samstag, 1. April 1995
Stil: jeweils zwei Strecken in klassischer und freier Technik

#### 4 × 10 km Verbandsstaffel
| Platz | Verband           | Sportler                                                        | Zeit (h)  |
| ----- | ----------------- | --------------------------------------------------------------- | --------- |
| 01    | Bayern I (BSV)    | Jochen Behle Markus Kraus René Sommerfeldt Andreas Schlütter    | 1:53:40,1 |
| 02    | Sachsen I (SVSAC) | Bertram Seidel Dirk Meusel Janko Neuber Jens Neuber             | 1:54:39,7 |
| 03    | Bayern II (BSV)   | Uwe Bellmann Wolfgang Uhrmann Alexander Bollwein Holger Bauroth | 1:56:42,8 |
| 04    | Thüringen I (TSV) |                                                                 | 1:58:40,2 |
| 05    | Bayern III (BSV)  |                                                                 | 2:00:08,2 |

Datum: Januar 1995

## Nordische Kombination

### Einzel
| Platz | Sportler       | Verein                | Sprungpkt. | Laufzeit (min) | Rückstand (min) |
| ----- | -------------- | --------------------- | ---------- | -------------- | --------------- |
| 01    | Thomas Dufter  | SC Hammer             | 194,0      | 38:44,5        |                 |
| 02    | Falk Weber     | WSV Oberhof 05        | 201,5      | 39:54.8        | +0:25,3         |
| 03    | Christian Dold | SV Rohrhardsberg      | 201,0      | 39:58,9        | +0:32,4         |
| 04    | Niki Kullmann  | WSV Isny              | 188,5      | 39:42,9        | +1:31,4         |
| 05    | Sven Koch      | SC Motor Zella-Mehlis | 192,0      | 40:04,4        | +1:31,9         |

Datum: Januar 1995

### Teamsprint
| Platz | Verband                 | Sportler                    | Rückstand (min) |
| ----- | ----------------------- | --------------------------- | --------------- |
| 01    | Thüringen I (TSV)       | Enrico Heisig Falk Weber    |                 |
| 02    | Baden-Württemberg (SBW) | Niki Kullmann Markus Görtz  | +0:36,6 min     |
| 03    | Bayern I (BSV)          | Thomas Dufter Josef Buchner | +0:46,3 min     |
| 04    | Thüringen II (TSV)      | Falk Hauptmann Sven Koch    | +1:10,7 min     |
| 05    | Sachsen I (SVSAC)       | Enrico Franke Ralf Adloff   | +1:16,7 min     |

Datum: Januar 1995

## Skispringen

### Normalschanze
Der Sprungwettbewerb von der Normalschanze in Schonach wurde abgesagt.

### Großschanze
| Platz | Sportler         | Verein                | Weite 1 | Weite 2 | Punkte |
| ----- | ---------------- | --------------------- | ------- | ------- | ------ |
| 01    | Jens Weißflog    | Oberwiesenthaler SV   | 121,0 m | 111,0 m | 243,3  |
| 02    | Dieter Thoma     | SC Hinterzarten       | 111,0 m | 111,0 m | 222,3  |
| 03    | Hansjörg Jäkle   | SC Schonach           | 110,0 m | 107,0 m | 217,3  |
| 04    | Sven Hannawald   | SC Hinterzarten       | 106,0 m | 106,0 m | 205,8  |
| 05    | Christof Duffner | SC Schönwald          | 110,0 m | 103,0 m | 203,1  |
| 06    | Ronny Hornschuh  | SC Motor Zella-Mehlis | 106,0 m | 103,0 m | 201,9  |
| 07    | Ralph Gebstedt   | WSV Oberhof 05        | 102,5 m | 103,0 m | 194,1  |
| 08    | Andreas Scherer  | SV Rohrhardsberg      | 102,0 m | 100,0 m | 192,1  |
| 09    | Gerd Siegmund    | WSV Oberhof 05        | 105,0 m | 095,0 m | 184,7  |
| 10    | Marc Nölke       | TuS Neuenrade         | 099,0 m | 094,5 m | 167,5  |

Datum: Januar 1995

## Zeitungsartikel
- Frankfurter Allgemeine Zeitung:

20. Januar 1995, Nummer 17, Seite 38, Sport in Kürze
20. Januar 1995, Nummer 17, Seite 38, Behle steigt aus und legt sich für Mühlegg ins Zeug
22. Januar 1995, Nummer 3, Seite 20, Ski nordisch
23. Januar 1995, Nummer 19, Seite 22, Böen in Schonach, Donnerwetter von Weißflog
23. Januar 1995, Nummer 19, Seite 23, Sport in Ergebnissen: Ski nordisch
3. April 1995, Nr. 79, S. 31, Sport in Ergebnissen: Ski nordisch
- Neues Deutschland:

20. Januar 1995, „Auf Pump“ zum ersten Titel
21. Januar 1995, Matthias Schumann: Weißflog will Hierarchie wieder herstellen
23. Januar 1995, Rennrodeln
- Saarbrücker Zeitung:

23. Januar 1995, SPORT IN ZAHLEN Badminton...
3. April 1995, SPORT IN ZAHLEN Badminton...
- Der Tagesspiegel:

2. April 1995, Nr. 15228, ZAHLENSPIEGEL
3. April 1995, Nr. 15229, ZAHLENSPIEGEL